# Lebanon (Indiana)
Lebanon es una ciudad ubicada en el condado de Boone en el estado estadounidense de Indiana. En el Censo de 2010 tenía una población de 15792 habitantes y una densidad poblacional de 391,58 personas por km².

## Geografía
Lebanon se encuentra ubicada en las coordenadas 40°1′54″N 86°27′25″O / 40.03167, -86.45694. Según la Oficina del Censo de los Estados Unidos, Lebanon tiene una superficie total de 40.33 km², de la cual 40.29 km² corresponden a tierra firme y (0.1%) 0.04 km² es agua.

## Demografía
Según el censo de 2010, había 15792 personas residiendo en Lebanon. La densidad de población era de 391,58 hab./km². De los 15792 habitantes, Lebanon estaba compuesto por el 96.07% blancos, el 0.54% eran afroamericanos, el 0.18% eran amerindios, el 0.63% eran asiáticos, el 0.03% eran isleños del Pacífico, el 1.05% eran de otras razas y el 1.5% pertenecían a dos o más razas. Del total de la población el 3.1% eran hispanos o latinos de cualquier raza.

## Personajes nacidos en esta localidad
- Sylvia Marie Likens (1949-1965) Adolescente estadounidense de 16 años asesinada por Gertrude Baniszewski.